# Podział administracyjny Namibii

Regiony Namibii

Namibia dzieli się na 14 regionów administracyjnych, które z kolei dzielą się na 121 okręgów wyborczych.
Regiony Namibii:
1. Kunene
2. Omusati
3. Oshana
4. Ohangwena
5. Oshikoto
6. Okawango Wschodnie
7. Zambezi
8. Erongo
9. Otjozondjupa
10. Omaheke
11. Khomas
12. Hardap
13. ǁKaras
14. Okawango Zachodnie